# Carlo Lambardi
Carlo Francesco Lambardi, indicato anche come Lambardo o Lombardo (Arezzo, febbraio 1545 – Roma, 28 giugno 1619), è stato un architetto italiano del periodo tardo-rinascimentale e del primo barocco, attivo principalmente a Roma.

## Biografia
Nacque ad Arezzo. Ha lavorato sulla villa Vitelli poi Aldobrandini nel quartiere del Quirinale, la facciata di Santa Prisca e villa Giustiniani al di fuori di Porta del Popolo. Ha scritto un libro sull'alluvione del Tevere.
A settembre del 1588 si trasferì a Mantova alla corte dei Gonzaga, assumendo l'incarico di Prefetto delle Fabbriche Gonzaghesche e progettò il nuovo mausoleo dei Gonzaga nella chiesa di San Francesco. Lasciò Mantova alla fine dello stesso anno per ritornare a Roma.
Qui intervenne su Villa Giustiniani Massimo nei pressi di San Giovanni in Laterano, commissionata dal marchese Vincenzo Giustiniani. Suo è certamente il portale un tempo su via Merulana, smontato nel 1885 dalla collocazione originaria e rimontato nel 1931 come ingresso di Villa Celimontana alla sinistra della chiesa di Santa Maria in Domnica.Tra il 1592 e il 1601 realizzò la costruzione di palazzo Monaldeschi, già Iacobilli, poi palazzo di Spagna.
Durante il regno di Papa Paolo V, fu incaricato di progettare il portico e la facciata in marmo per la chiesa di Santa Francesca Romana nel Foro Romano; questo lavoro fu commissionato dai monaci olivetani di un monastero adiacente alla chiesa.. Dal 1614 lavorò a Poli per la famiglia Conti, trasformando il palazzo ducale, la piazza e il casino.
Lambardi fu sepolto nella propria cappella gentilizia nella chiesa di Santa Maria in Via, a Roma, ai cui lavori di restauro partecipò intensamente.

## Opere
- Discorso sopra la causa dell'inondazione di Roma, Roma, Stefano Paolini, 1601.